# Bella Bio
Bella Bio var en biograf i Brønshøj, som i dag mest er kendt fra Bjarne Reuters roman Månen over Bella Bio, der handler om forfatterens barndom i området. I mange år var Bella Bio den eneste biograf i området, indtil der i 1950'erne kom konkurrerende biografer i Islev og Husum. 
Biografen åbnede d. 26. november 1936, og havde plads til 874 gæster. Den 31. oktober 1966 lukkede biografen, og herefter blev den bygget om til supermarked.